# 대한민국 부패방지위원회
부패방지위원회(腐敗防止委員會)는 대한민국의 옛 중앙행정기관이다. 2001년 7월 24일 발족하였으며 2005년 7월 26일 국가청렴위원회로 개편되면서 폐지되었다.

## 설치 근거 및 소관 업무
- 부패방지법 [법률 제6494호 2001.07.24 제정] 제10조[1]

## 연혁
- 2001년 7월 24일 - 부패방지위원회를 신설.
- 2005년 7월 26일 - 부패방지위원회를 폐지하고 국가청렴위원회를 신설.

## 구성
- 위원은 9인으로 하며, 위원 중 1인은 위원장을 겸임한다.
- 위원장을 포함한 위인 3인은 대통령이 추천, 나머지 3인은 국회가 추천, 남은 3인은 대법원장이 추천하여 대통령이 임명한다.
- 대통령이 추천한 3인은 상임위원으로 보한다.

## 조직
- 사무처 ( 2002.01 ~ 2005.07 )

## 역대 위원장

### 부패방지위원회 위원장
| 정부        | 대수 | 이름           | 임기                              | 출신지              | 출신학교 | 비고 |
| ----------- | ---- | -------------- | --------------------------------- | ------------------- | -------- | --- |
| 국민의 정부 | 초대 | 강철규(姜哲圭) | 2002년 1월 25일 ~ 2003년 3월 9일  | 충남 공주           | 서울대   | 서울시립대 교수&경제정의연구소장&경제정의실천시민연합 대표&규제개혁위원회 위원장&공정거래위원회 위원장            |
| 참여 정부   | 2대  | 이남주(李南周) | 2003년 3월 25일 ~ 2004년 8월 26일 | 경기 경성 (현 서울) | 한국외대 | 소비자보호단체협의회장&평화군축센터 소장                                                                          |
| 참여 정부   | 3대  | 정성진(鄭城鎭) | 2004년 8월 30일 ~ 2005년 7월 21일 | 경북 영천           | 서울대   | 제주·대구지방검찰청 검사장&대검찰청 총무부장·중앙수사부장&법무부 기획관리실장&법무부 장관&중앙선거관리위원회 위원 |